# Ratpenat de ferradura del Gabon
El ratpenat de ferradura del Gabon (Rhinolophus silvestris) és una espècie de ratpenat de la família dels rinolòfids que habita en coves de bosc humit tropical a les terres baixes del Congo i el Gabon. No hi ha cap amenaça significativa per a la supervivència d'aquesta espècie, tot i que està afectada per la pèrdua d'hàbitat.